# Герман Вірт
Герман Вірт (нім. Herman Wirth, також відомий як Герман Вірт Ропер Бош та Герман Фелікс Віртор Германн) (6 травня 1885, Утрехт, Голландія — 16 лютого 1981, Кузель, Німеччина) — голландсько-німецький учений і містик, який вивчав стародавні релігії, символи та мови. Перший керівник Аненербе.

## Біографія

### Ранні роки
Народився в Нідерландах. Син приват-доцента, доктора теології, за сумісництвом — гімназійного викладача, що походив з Пфальца. Батько, Людвіг Вірт — німець, мати, Софія Хюйсберта Бош — фрізка. У 1904—1910 рр.. вивчав нідерландську філологію, германістику, історію і музику. У 1910 р. захистив кандидатську дисертацію на тему «Занепад нідерландської народної пісні». У 1910—1914 рр.. викладав нідерландську філологію в Бернському університеті.
У 1914 р. після окупації Німеччиною Бельгії в ході Першої світової війни підтримав фламандських сепаратистів і з кінця 1914 р. працював в німецькій окупаційній адміністрації. Видавав газету «De Vlaamsche Post». У 1916 р. отримав від Вільгельма II звання титулярного професора. У тому ж році одружується з Маргарет Шмітт. У 1919 р. був одним з організаторів Фелькіше-руху «Landbond der Dietsche Trekvogels». У 1923 р. переїхав в Марбург.

### Діяльність у нацистській Німеччині

#### Теорія Германа Вірта
У 1920-ті рр.. Герман Вірт тісно спілкується з представниками пронацистських кіл німецької Веймарської республіки. У 1925 р. вступив в НСДАП (партійний квиток № 20.151), однак уже в наступному році вийшов з неї, трохи пізніше приєднався до марксистських партійних товариств, проте потім, в 1926, повертається до лав націонал-соціалістів.
У ці роки Вірт видав кілька робіт, деякі з них не були визнані науковими колами (зокрема, він прагнув обґрунтувати достовірність підробленої фризької хроніки, в якій говорилося про загибель Атлантиди, — так званої «Хроніки Ура-Лінда»). При цьому, як зазначає політик, політолог і дослідник творчості Вірта Олександр Дугін, Герман Вірт
|  | не поділяв численних забобонів окультистів, які своєю поспішністю дискредитують серйозні дослідження |

Російський дослідник А. Васильченко також додає, що,
|  | на відміну від багатьох публіцистів того часу, що знаходилися в таборі Фелькіше, Вірт прагнув, щоб його теорії мали достатнє наукове обґрунтування. |

Теорія Германа Вірта — це припущення про полярне, нордичне походження людства. На півночі Землі в давні часи знаходився континент Арктогея, який населяли надлюди-гіперборейці. Тут з'явилася цивілізація, якась монотеїстична прарелігія, прамова та інші витоки світової культури, згодом зазнали десакралізації, перекручення і спотворення. Відповідно до теорії Вірта, причиною цих деструктивних процесів, стало расове змішання гіперборейців зі звіроподібним, слаборозвиненими представниками нижчої раси південної, що населяли інший континент – Гондвану. Через похолодання і погіршання клімату північна надраса почала рух на південь, де й відбулося її змішання. Ті представники надраси, які залишалися в Арктогеї найбільшу кількість часу, дали в період мезоліту і неоліту початок нордичної раси в сучасному її розумінні.
Згідно з Германом Віртом,
|  | Усі сучасні мови та релігійні вчення є мертвим сплетінням незрозуміліших символів і знаків, ключ до яких безповоротно втрачено разом з полярною землею і полярною расою |

Роботи Вірта отримали живий відгук у Фелькіше-колах, і в 1932 р. уряд Мекленбурга організувало для Вірта «Дослідницький інститут за праісторії духу» (Forschungsinstitut für Geistesurgeschichte) в Бад-Доберан е. У 1934 р. Вірт відновлюється в НСДАП і вступає в СС (членський номер 258.776).

#### Період «Аненербе»
У 1935 р. став одним із засновників і першим директором товариства Аненербе (очолював його до 1937 р.). У 1938 р. з ідеологічних розбіжностей з Гіммлером, який, зокрема, не поділяв теорій Вірта щодо матріархату в німецькому суспільстві, був звільнений з Аненербе, при цьому залишався добровільним помічником товариства аж до 1945 р.. Після Вірта Аненербе очолив Вальтер Вюст

### Після війни
У 1945—1947 рр.. був інтернований американськими військами, після цього поїхав до Швеції, але в 1954 р. повернувся до Марбурга, де вів приватне життя вченого. Ідеї Вірта щодо походження автохтонного населення Америки в 1970-ті роки отримали несподіваний резонанс у північноамериканських індіанців. У 1979 р. Вірта відвідав Віллі Брандт, а уряд землі Рейнланд-Пфальц запропонував вченому створити музей для його етнографічної колекції.

## Твори
- Der Untergang des niederländischen Volksliedes, 1911.
- Niederländisch-Deutsch. Berlin, [1913].
- Ein Hähnlein wolln'n wir rupfen. Jena, 1914.
- Das alte Flandern. Leipzig, [1916].
- Vlämisch. Berlin, [1916].
- Der Aufgang der Menschheit: Untersuchungen zur Geschichte der Religion, Symbolik und Schrift der atlantisch-nordischen Rasse, Jena, 1928
- Was heißt deutsch? Ein Urgeistesgeschichtlicher Rückblick zur Selbstbesinnung und Selbstbestimmung, Jena, 1931.
- Vom Ursprung und Sinn des Hakenkreuzes. Leipzig, 1933.
- Die Ura-Linda-Chronik. Leipzig, 1933.
- Führer durch die erste urreligionsgeschichtliche Ausstellung «Der Heilbringer». Berlin, 1933.
- Heilige Wende. Leipzig, 1933.
- Die heilige Urschrift der Menschheit: symbolgeschichtliche Untersuchungen diesseits und jenseits des Nordatlantik, Leipzig, 1936 (twee delen)
- Urmonotheismus, 1955
- Die symbolhistorische Methode, 1955
- Eurasische Prolegomena, 1955
- Um den Ursinn des Menschseins: die Werdung einer neuen Geisteswissenschaft, Wien, 1960.
- Der neue Externsteine-Führer. Marburg/L., 1969.
- Die Frage der Frauenberge — eine europäische Gegenwartsfrage. Marburg/L., [1972].
- Allmutter. Marburg/L., 1974.
- Führer durch das Ur-Europa-Museum. Marburg/L., 1975.
- Europäische Urreligion und die Externsteine. Wien, 1980.